# Indochina
Indochina ou Península Indochinesa é uma região do Sudeste Asiático situada entre o leste da Índia e o sul da China. Inclui Vietnã, Laos, Camboja  e, às vezes, Tailândia, Malásia, Singapura e Myanmar (antiga Birmânia).
O termo foi cunhado pelos franceses para designar a parte do seu império colonial, constituída pelos atuais Vietnã, Laos e Camboja.

## História
Historicamente, os países do Sudeste da Ásia foram influenciados culturalmente pela China e pela Índia, mas sobretudo por esta última. No Vietnã, entretanto, ocorreu o contrário. A influência indiana é residual e veio através da civilização e da grande população chinesa.
A parte centro-sul do atual Vietnã  era ocupada pelo  reino de Champa, um estado de cultura hinduísta e língua malaio-polinésia que existiu entre o século II e 1832, entrando em declínio a partir do século X, por pressão dos  senhores  do Đại Việt (o antigo império do Vietnam, de 1054 a 1400 e de 1428 a 1804). Em 1832, foi anexado pelo imperador vietnamita Minh Mang.

## Delimitação

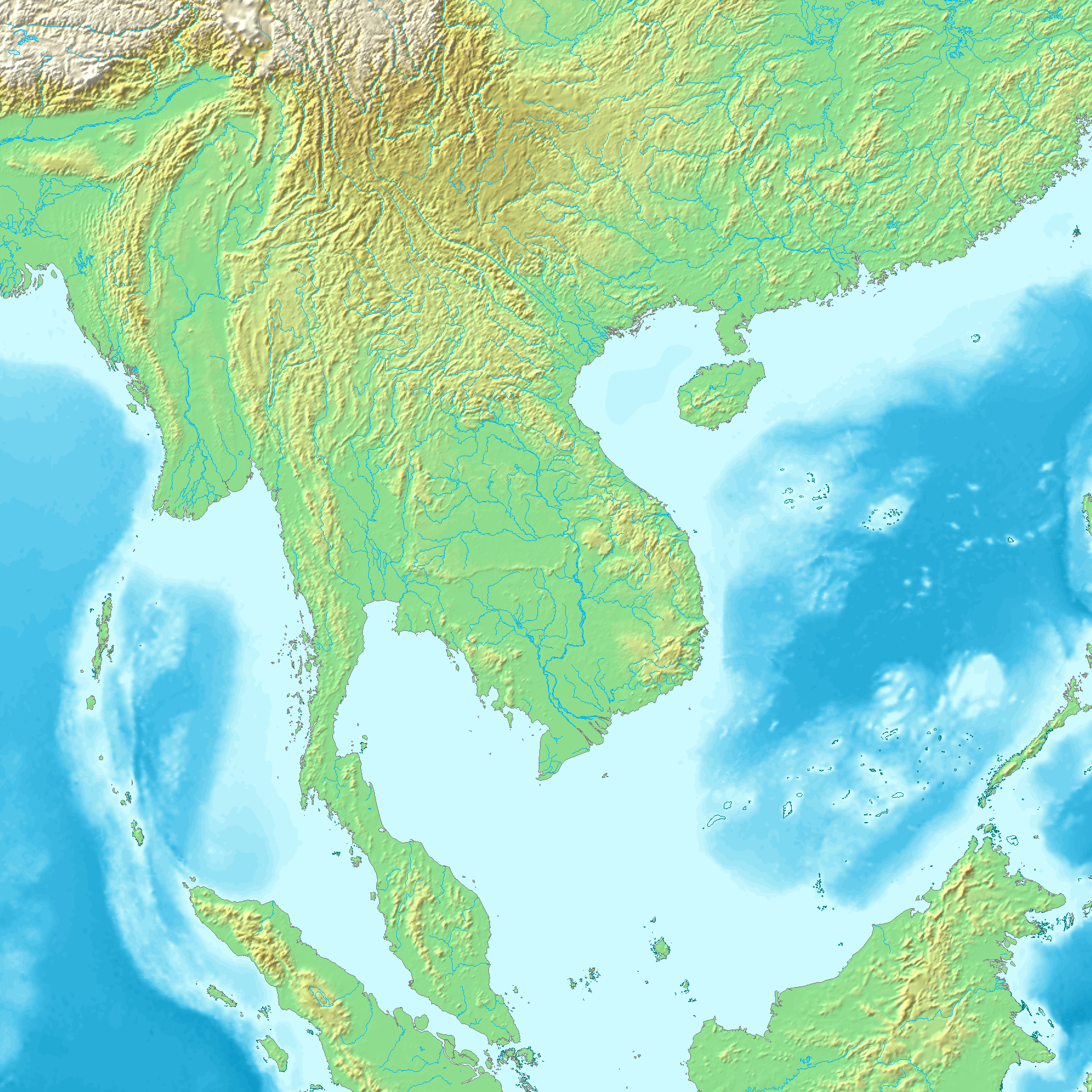
Mapa topográfico da Indochina.

Em sentido mais estrito, a Indochina abrange apenas o território da antiga Indochina Francesa, incluindo: 
- Camboja;
- Vietnã;
- Laos.

Em sentido amplo, pode incluir também: 
- Península da Malásia (extremo sul da península, exclusive a Insulíndia ou Arquipélago Malaio);
- Mianmar, antiga Birmânia, que era parte da Raj Britânico até 1947;
- Singapura (também considerada parte da Insulíndia );
- Tailândia (antigo Sião).

## Religião
A principal religião nesses países é o Budismo Theravada ou Hinayana. No Vietnã, a religião predominante é o Budismo Mahayana, enquanto na  Malásia e Singapura a população se distribui entre budistas, hinduístas, cristãos e muçulmanos.